# 45 Andromedae
45 Andromedae (45 And), som är stjärnans Flamsteedbeteckning, är en visuell dubbelstjärna belägen i den norra delen av stjärnbilden Andromeda. Den har en kombinerad skenbar magnitud på ca 5,80 och är svagt synlig för blotta ögat där ljusföroreningar ej förekommer. Baserat på parallaxmätning inom Hipparcosuppdraget på ca 9,6 mas, beräknas den befinna sig på ett avstånd på ca 341 ljusår (ca 105 parsek) från solen.

## Egenskaper
45 Andromedae är en blå till vit jättestjärna eller underjätte av spektralklass B7 III-IV. Den har en radie som är ca 5,2 gånger större än solens och utsänder ca 414 gånger mera energi än solen från dess fotosfär vid en effektiv temperatur på ca 12 900 K.
45 Andromedae är troligen en ensam stjärna, men en följeslagare upptäcktes av den amerikanska astronomen George W. Hough 1890. År 2006 var denna separerad med 0,10 bågsekund från huvudstjärnan vid en positionsvinkel på 225°.